# Raz-de-marée aux Pays-Bas en 1377
Le 16 novembre 1377, les régions côtières de la Hollande, la Zélande et la Flandre furent touchées par de fortes inondations à la suite d'un raz-de-marée. Beaucoup de digues cédèrent et beaucoup de villages furent inondés.

## Localités disparues
- Sint-Lambert-Wulpen (ou Wulpen), chef-lieu de l'île de Wulpen située dans l'embouchure de l'Escaut occidental. Toute l'île a été gravement touchée et ce raz-de-marée signifiait la fin d'une période prospère pour l'île.

- De Piet (également Mude ou Muiden) et Westkerke, deux villages situés sur l'île de Wolphaartsdijk en Zélande. Ce dernier est probablement le même village que le Westkerke disparu (une deuxième fois) lors de l'inondation de la Saint-Félix en 1530.